# 金鐘獎廣播生活風格節目獎
廣播金鐘獎生活風格節目獎是由文化部影視及流行音樂產業局在臺灣舉辦的現行頒發獎項，前身為綜合節目獎。

## 歷屆得獎暨入圍名單
|  | 獲獎者 |

### 生活風格節目獎（第54屆～至今）
| 年度 （屆數）   | 廣播作品                                             |
| --------------- | ---------------------------------------------------- |
| 2019 （第54屆） | 《全世界最亮的光》／財團法人中央廣播電臺             |
| 2019 （第54屆） | 《POP有夠靚》／台北流行廣播股份有限公司              |
| 2019 （第54屆） | 《青農市集On Air》／國立教育廣播電臺                 |
| 2019 （第54屆） | 《幽浮Sports秀》／飛碟廣播股份有限公司               |
| 2019 （第54屆） | 《音樂心旅行》／財團法人台北勞工教育電台基金會       |
| 2020 （第55屆） | 《食隨滋味》／內政部警政署警察廣播電臺               |
| 2020 （第55屆） | 《Joy’s Fantasy》／財團法人台北勞工教育電台基金會    |
| 2020 （第55屆） | 《世界異家來作客》／財團法人客家公共傳播基金會       |
| 2020 （第55屆） | 《全世界最亮的光》／財團法人中央廣播電臺             |
| 2020 （第55屆） | 《農民食堂開飯了》／國立教育廣播電臺                 |
| 2021 （第56屆） | 《原味廚戀》／望春風廣播股份有限公司                 |
| 2021 （第56屆） | 《地方創生實驗室》／國立教育廣播電臺                 |
| 2021 （第56屆） | 《我在山上天氣晴》／內政部警政署警察廣播電臺         |
| 2021 （第56屆） | 《怪奇職業學園》／內政部警政署警察廣播電臺           |
| 2021 （第56屆） | 《美好生活提案所》／漢聲廣播電臺                     |
| 2022 （第57屆） | 《聽見．太陽》／財團法人原住民族文化事業基金會       |
| 2022 （第57屆） | 《POP有夠靚》／台北流行廣播股份有限公司              |
| 2022 （第57屆） | 《今夜，遇見小王子》／大千廣播電台股份有限公司       |
| 2022 （第57屆） | 《地方創生實驗室》／國立教育廣播電臺                 |
| 2022 （第57屆） | 《思聲活。有意思》／國立教育廣播電臺                 |
| 2023 （第58屆） | 《Danny的市場肚》／環宇廣播事業股份有限公司          |
| 2023 （第58屆） | 《Alian 理財集會所》／財團法人原住民族文化事業基金會 |
| 2023 （第58屆） | 《Midnight You & Me》／中國廣播股份有限公司          |
| 2023 （第58屆） | 《島嶼共聲．傾聽台灣》／竹科廣播股份有限公司         |
| 2023 （第58屆） | 《聽見．太陽》／財團法人原住民族文化事業基金會       |
| 2024 （第59屆） | 《台味超有港》／財團法人中央廣播電臺                 |
| 2024 （第59屆） | 《Alian理財集會所》／財團法人原住民族文化事業基金會  |
| 2024 （第59屆） | 《ali一起揹山去！》／財團法人原住民族文化事業基金會  |
| 2024 （第59屆） | 《哈囉！聽見東南亞》／姊妹傳播事業有限公司           |
| 2024 （第59屆） | 《劇透客語》／環宇廣播事業股份有限公司               |
| 2025 （第60屆） |                                                      |
|                 |                                                      |
|                 |                                                      |
|                 |                                                      |
|                 |                                                      |

## 外部連結
- 廣播電視金鐘獎官方網站 （页面存档备份，存于）
- 歷屆廣播金鐘獎得獎入圍名單 （页面存档备份，存于），文化部影視及流行音樂產業局